# استیون آدامز
استیون آدامز (به انگلیسی: Stephen Adams) سناتور سابق عضو حزب دموکرات ایالات متحده آمریکا بود. وی در سال ۱۸۵۲ تا ۱۸۵۷ میلادی سناتور ایالت میسیسیپی در سنای ایالات متحده آمریکا بود.